# باران تابستان
باران تابستان (انگلیسی: Summer Rain) یک فیلم در ژانر داستان بلوغ به کارگردانی آنتونیو باندراس است که در سال ۲۰۰۶ منتشر شد. از بازیگران آن می‌توان به رائول آره‌والو، فران پره‌آ، بیکتوریا آبریل، ماریو کاساس، و خوان دیه‌گو اشاره کرد.